# 1265
Évszázadok: 12. század – 13. század – 14. század
Évtizedek: 1210-es évek – 1220-as évek – 1230-as évek – 1240-es évek – 1250-es évek – 1260-as évek – 1270-es évek – 1280-as évek – 1290-es évek – 1300-as évek – 1310-es évek
Évek: 1260 – 1261 – 1262 – 1263 –  1264 – 1265 – 1266 – 1267 – 1268 – 1269 – 1270

## Események

### Határozott dátumú események
- január 20. – Az angol parlament megtartja első ülését a Westminsterben.
- február 5. – Guido de Foulques-t pápává választják; tisztségét február 15-én foglalja el IV. Kelemen néven.[1]
- augusztus 4. – Az evesham-i csata, melyben a bárók által is támogatott angol királyi sereg leveri a Simon de Montfort vezette lovagok, városok és szabad parasztok seregét. (A királyi hatalom ismét helyreáll, de engedményekre kényszerül és kénytelen elismerni a rendi képviseletet (parlament).)[2]

### Határozatlan dátumú események
- március eleje – V. István serege Isaszegnél megveri apja IV. Béla seregét, ezzel továbbra is biztosítja uralmát és trónutódlási jogát.[3]
- az év folyamán –
  - Kairó nagy részét tűz pusztítja el.
  - A Budweiser sör gyártásáról híres České Budějovice város megalapítása Csehországban.

## Születések
- Fusimi japán császár
- május 14. – Dante Alighieri itáliai költő
- november 4. – III. Alfonz aragóniai király († 1291)

## Halálozások
- augusztus 4. – Simon de Montfort Leicester 6. grófja (* 1208 körül)